# Атакишиев, Гусейнага Агагусейн оглы
Гусейнага Агагусейн оглы Атакишиев (азерб. Hüseynağa Ağaһüseyn oğlu Atakişiyev; 1949, Баку — 2006, там же) — азербайджанский театральный режиссёр, актёр театра и кино, Заслуженный деятель искусств Азербайджанской ССР (1982), основатель Театра молодёжи в Баку.

## Биография
Гусейнага Агагусейн оглы Атакишиев родился 8 сентября 1949 года в Баку, в квартале Чемберекенд. Отец Агагусейн был водителем, а мать Ирина — домохозяйкой. У Гусейнаги были также брат и сестра. Когда Гусейнаге было 6 лет, его мать скончалась и отец женился на другой по имени Тохфа. Не вынеся смерть матери, 6-летний Гусейнага даже сбежал из дома. Его нашли только спустя несколько дней.
Гусейнага начал работать с 12-13 лет. Одновременно хорошо учился. Позднее Гусейнага Атакишиев устроился в театр светомехаником. Отслужив два года в армии, снова вернулся в театр. 4 года учился у профессора Мехти Мамедова актёрскому искусству, а в 1975 году вместе со своим другом, выпускником Московского театрального института Вагифом Аббасовым, отправился в Шеки, где устроился актёром в Шекинский драматический театр. В одном из своих интервью Гусейнага Атакишиев так вспоминал свою поездку в Шеки:
Когда я ехал в Шеки, я ничего не замечал. Создание театра для меня было важнее и дороже всего.
Через год Атакишиев начал и режиссёрскую деятельность в театре. В Шекинском театре Гусейнага Атакишиев поставил пьесу «Приключение скряги, или Гаджи-Кара» М. А. Ахундова. Это стало его первой постановкой, принесшей молодому режиссёру успех. Вплоть до 1985 года Атакишиев был главным режиссёром Шекинского драматического театра. В 1983 году удостоен звания Заслуженного деятеля искусств Азербайджанской ССР. Спустя несколько лет, в 1985 году, Атакишиев возвращается в Баку.
В Баку Гусейнага Атакишиев назначается главным режиссёром Азербайджанского академического драматического театра. Однако, нововведения режиссёра в театре принимали не все. По словам театрального критика Айдына Талыбзаде некторые актёры «Аздрамы» не уважали Атакишиева, плели интриги, старались унизить, а однажды даже подожгли его кабинет. Стараясь отдалить Атакишиева от руководства, они добились этого. В 1989 году Гусейнага Атакишиев покинул Драматический театр.
В этом же году Атакишиев создаёт собственный Театр молодёжи, куда привлекает много талантливых молодых актёров. Первым же поставленным на сцене нового театра спектаклем стал «День убийства» по одноимённому роману Юсифа Самедоглу. В 1994 году на творческой студии «Сабах» Атакишиев ставил телеспектакль «Быть, или не быть, или несмотря ни на что» по произведению Назыма Хикмета «Быть или не быть». В 1995 году поставил в Стамбуле оперетту Узеира Гаджибекова «Аршин мал алан».
Во время репетиции спектакля «Чёрный ящик» Ф. Мустафы в театре у Атакишиева закружилась голова и он потерял сознание. К прибытию скорой Атакишиев уже впал в кому и спустя 12 дней, 9 апреля 2006 года, скончался.

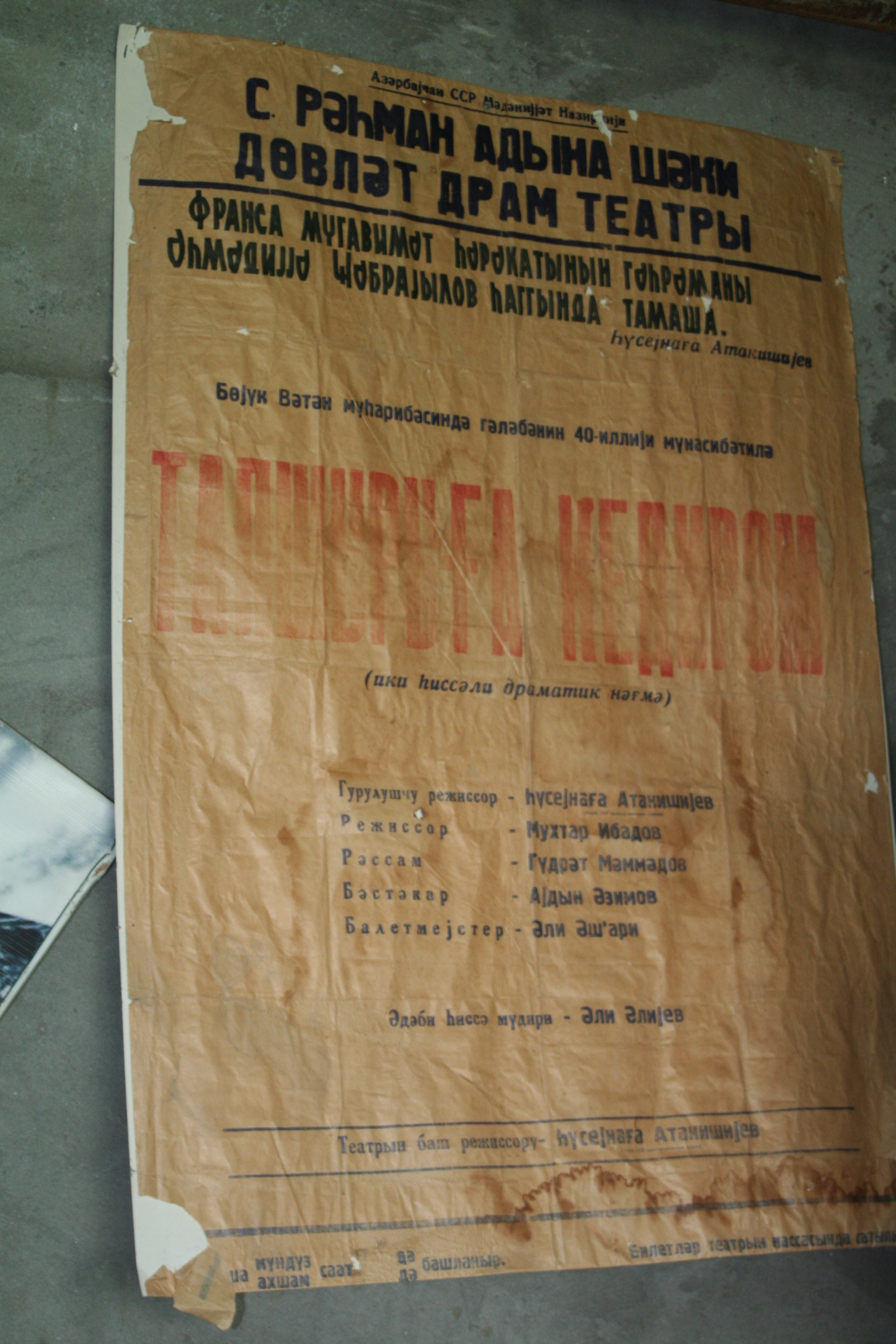
Афиша спектакля «Уходя на задание» Гусейнага Атакишиева, посвящённого участнику французского Сопротивления Ахмедия Джебраилову, в Шекинском государственном драматическом театре. Дом-музей Ахмедия Джебраилова в Шеки

## Фильмография
| Год  |     | Русское название                          | Оригинальное название               | Роль                                       |
| ---- | --- | ----------------------------------------- | ----------------------------------- | ------------------------------------------ |
| 1981 | ф   | Аккорды долгой жизни                      | Üzeyir ömrü                         | Узеир Гаджибеков                           |
| 1993 | тсп | Голодные простаки                         | Ac həriflər                         | актёр Гусейн Араблинский / русский мужчина |
| 1994 | тсп | Быть, или не быть, или несмотря ни на что | Olum, ya ölüm və ya hər şeyə rəğmən |                                            |
| 1996 | тсп | Ночь длиннее жизни                        | Ömürdən uzun gecə                   | Таваккюль                                  |
| 1997 | тсп | Совет завоевателей (4-я серия)            | Fatehlərin divanı                   | Баязид Хан Молниеносный                    |

## Личная жизнь
- Первая жена — актриса Шекинского драматического театра Гюльшад Бахшиева (поженились в 1977 году)[6][1].
  - Сын — Элбей (род. 1978)[1].
  - Сын — Элмир (род. 1979)[1].
- Вторая жена — актриса Шекинского драматического театра Шахзаде Бабаева[1].
  - Сын — Джавид (род. 1994)[1].
- Третья жена — актриса Азербайджанского театра молодёжи Насиба Эльдарова[1][5].